# Marie-Claire Alain
Marie-Claire Geneviève Alain (ur. 10 sierpnia 1926 w Saint-Germain-en-Laye, zm. 26 lutego 2013 w Le Pecq) – francuska organistka, pedagog, znana z obszernego dorobku nagrań płytowych.

## Życiorys
Urodziła się w muzycznej rodzinie. Jej ojciec, Albert Alain był organistą i kompozytorem, podobnie jak jej bracia Jehan i Olivier. Studiowała w Konserwatorium Paryskim w klasie organów Marcela Dupré, gdzie uzyskała 4 pierwsze nagrody.
W 1980 została laureatką prestiżowej duńskiej Nagrody Fundacji Muzycznej Léonie Sonning.

## Dorobek płytowy
Trzykrotnie nagrała wszystkie dzieła Bacha, a także komplety dzieł wielu innych kompozytorów organowych. Jej dorobek to ponad 260 płyt.

## Uczniowie
Wśród jej uczniów znajdują się m.in.: George C. Baker, Diane Bish, Guy Bovet, James David Christie, Monique Gendron, Gerre Hancock, Marcus Huxley, Wolfgang Karius, Jon Laukvik, Michael Matthes, Helga Schauerte, Daniel Roth, Wolfgang Rübsam, Dong-ill Shin, Marina Tchebourkina, Thomas Trotter, Fritz Werner.

## Odznaczenia
- Wielki Oficer Legii Honorowej (2012)[2][3]
- Komandor Legii Honorowej (1996)[4][3]
- Oficer Legii Honorowej (1986)[4]
- Komandor Orderu Narodowego Zasługi[5][6]
- Komandor Orderu Sztuki i Literatury[5][6]
- Kawaler Orderu Danebroga[6]